# Libellula forensis
Libellula forensis (лат.) — вид разнокрылых стрекоз из семейства настоящих стрекоз (Libellulidae). Распространены в Северной Америке. Вид был описан в 1861 году немецким энтомологом Германом Августом Хагеном. На каждом крыле расположено по два чёрных пятна, в сумме восемь (отсюда происходит англоязычное название вида (англ. Eight-spotted Skimmer), чем он отличается от близкого вида 12-точечной стрекозы Libellula pulchella (англ. Twelve-spotted Skimmer). У самцов дополнительно имеются белые пятна между чёрными. В популяциях к востоку от гор Sierra Nevada Mountains, некоторые самки также имеют белые пятна на крыльях, что делает их единственными в Северной Америке самками стрекоз, имеющими белые пятна на крыльях.
Общая длина от 44 до 50 мм. Летают с апреля по октябрь.

## Распространение
Встречаются в Канаде и США: от Британской Колумбии и Южной Дакоты до Калифорнии и Нью-Мексико.